# TZ del Triangle
TZ del Triangle (TZ Trianguli) és el cinquè estel més brillant a la constel·lació del Triangle, i la seva magnitud aparent és +4,94. No té nom propi i en el passat va ser l'estel més prominent de la constel·lació Triangle Menor, avui desapareguda. S'hi troba a 305 anys llum de distància del sistema solar.
TZ del Triangle és un sistema estel·lar quàdruple, constituït per dos estels binaris separats almenys 355 ua amb un període orbital mínim de 2.300 anys. L'estel binari més brillant, TZ del Triangle A, està compost per un gegant groc de tipus espectral G5 III amb una temperatura de ~ 5000 K (denominada TZ Tri Aa) i una nana blanc-groga de tipus F5 V (TZ Tri Ab). Amb un període orbital de 14,73 dies, la distància entre ambdues components s'estima en 0,2 ua. Les Lluminositats respectives són de 65 i 32 sols.
L'altre estel binari, TZ del Triangle B, probablement està format per dos nans grocs de tipus F (anomenats TZ Tri Ba i TZ Tri Bb) que completen la seva òrbita en sol 2,24 dies, amb una separació de 0,05 ua, poc major que el radi dels estels.
En tots dos sistemes els estels es troben tan propers que s'afecten gravitacionalment, de manera que per al parell Aa-Ab el període de rotació és igual al període orbital (rotació síncrona), com ocorre en el sistema Terra-Lluna. Igualment ocorre en el parell Ba-Bb. Això produeix un augment en la velocitat de rotació dels estels i en l'activitat magnètica, existint un petit canvi en la lluminositat de desenes de magnitud. Per això TZ Trianguli està classificada com a variable RS Canum Venaticorum.